# 60 років визволення Києва від фашистських загарбників (монета)
«60 ро́ків ви́зволення Ки́єва від фаши́стських зага́рбників» — ювілейна монета номіналом 5 гривень, випущена Національним банком України. Присвячена 60-й річниці вигнанню нацистських окупантів з м. Київ у листопаді 1943 року у ході знаменної наступальної операції другого періоду «Великої Вітчизняної війни» — битви за Дніпро, результатом якої було знищення «Східного валу» та завершення корінного перелому в ході війни.
Монету введено в обіг 27 жовтня 2003 року. Вона належить до серії «Друга світова війна».

## Опис монети та характеристики
| Номінал грн. | Метал      | Маса, грам | Діаметр, мм. | Якість виготовлення | Гурт     | Тираж, штук |
| ------------ | ---------- | ---------- | ------------ | ------------------- | -------- | ----------- |
| 5            | нейзильбер | 16,54      | 35,0         | звичайна            | рифлений | 30 000      |

### Аверс
На аверсі монети розміщено: угорі рік карбування монети «2003», під ним малий Державний Герб України та написи у три рядки: «УКРАЇНА», «5 ГРИВЕНЬ»; праворуч на монетах зображено меморіальну дошку та вічний вогонь, та логотип Монетного двору Національного банку України.

### Реверс

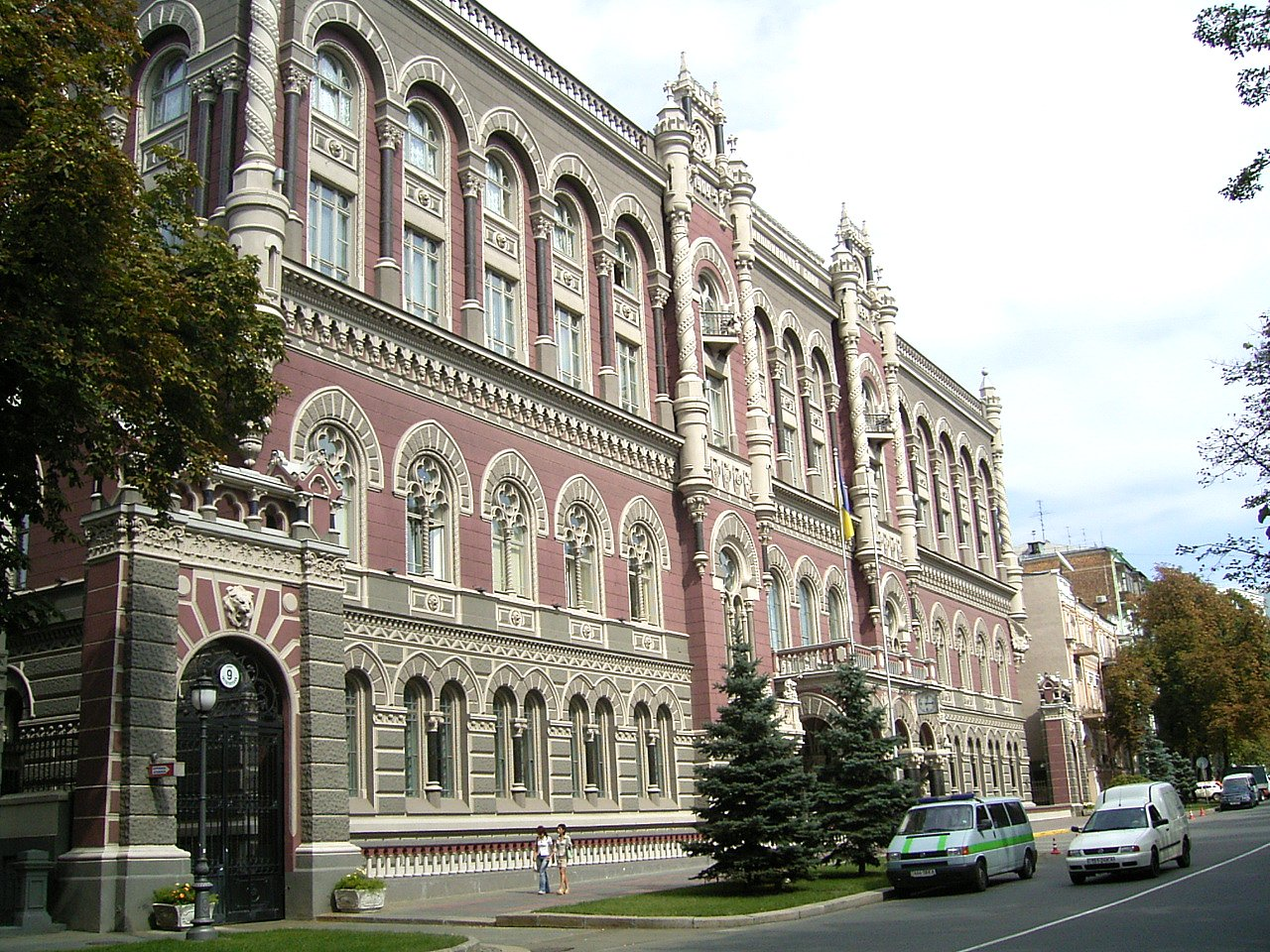
Будівля Національного банку України

На реверсі монети зображено: угорі план-схему наступу радянських військ, унизу стилізовану сцену форсування Дніпра, на другому плані — панорама міста Києва; розміщено написи: угорі праворуч у три рядки — «60 РОКІВ ВИЗВОЛЕННЯ КИЄВА», унизу ліворуч півколом — «ВЕЛИКА ВІТЧИЗНЯНА ВІЙНА».

## Автори
- Художники: Олександр Івахненко (аверс), Лариса Корінь (реверс).
- Скульптори: Володимир Дем'яненко, Святослав Іваненко.

## Вартість монети
Під час введення монети в обіг у 2003 році, Національний банк України реалізовував монету через свої філії за ціною 5 гривень.
Фактична приблизна вартість монети, з роками змінювалася так:
| Рік        | 2010 | 2011 | 2012 | 2013 | 2014 | 2015 | 2016 | 2017 | 2018 | 2019 | 2020 | 2021 | 2022 | 2023 | 2024  | 2025  |
| ---------- | ---- | ---- | ---- | ---- | ---- | ---- | ---- | ---- | ---- | ---- | ---- | ---- | ---- | ---- | ----- | ----- |
| Ціна, грн. | 60   | 90   | 100  | 100  | 120  | 290  | 280  | 290  | 310  | 330  | 320  | 330  | 320  | 700  | 1 240 | 1 140 |